# Joseph-Marie Raya
Joseph-Marie Raya (* 15. August 1916 in Zahlé im Libanon; † 10. Juni 2005 in Barry’s Bay, Ontario, Kanada) war von 1968 bis 1974 Erzbischof der Melkitischen Griechisch-Katholischen Kirche von Akka in Israel. Er wurde damit Nachfolger des zum Patriarchen von Antiochien ernannten Maximos V. Hakim. Er war nicht nur Theologe, sondern auch Bürgerrechtler und Autor. Als Erzbischof war er für sein Engagement zur Aussöhnung zwischen Christen und Juden und einem interreligiösem Dialog bekannt. Er war ein leidenschaftlicher Verfechter der Liturgie in den Landessprachen.

## Emigration
Joseph-Marie Raya wurde als siebtes von acht Kindern der Eheleute Almez und Michail Raya geboren. Nach seiner Grundschulausbildung im Oriental-College studierte er in Paris und trat 1937 in das St.-Anna-Priesterseminar in Jerusalem ein. Das Priesterseminar und die angrenzende St.-Anna-Kirche werden durch die Weißen Väter geleitet. Er empfing 1941 die Priesterweihe in der Melkitischen Griechisch-Katholischen Kirche. Danach unterrichtete er an der Hochschule des Patriarchen von Antiochien in Kairo und wurde 1948 für seine Verteidigung der Frauenrechte des Landes verwiesen, er emigrierte 1949 in die Vereinigten Staaten.

## In den Vereinigten Staaten und Kanada
Nach seiner Emigration in die USA war er zunächst als Vikar in der Melkitischen Griechisch-Katholischen Gemeinde von St. Anna in West Paterson, New Jersey tätig. 1952 übernahm er als Pfarrer die St. Georg-Gemeinde in Birmingham, Alabama. In dieser Zeit verband ihn mit Martin Luther King, Jr. eine tiefe Freundschaft. Er marschierte mit ihm in den Demonstrationsmärschen und setzte sich für die Gleichberechtigung aller Menschen ein, hierdurch geriet er in die Fänge des Ku Klux Klan und wurde durch Misshandlungen verletzt. Zusammen mit Erzbischof Thomas Joseph Toolen von Mobile-Birmingham organisierte Raya Bürgerrechtsversammlungen, half bei Demonstrationen und gründete in Birmingham die erste katholisch-orientale Missionsstation für Afroamerikaner. Raya wurde der erste Priester in der 1947 von Catherine Doherty gegründeten Laien- und Priesterkommunität „Madonna House Apostolat“ in Combermere, Ontario, Kanada.

## Liturgie in der Landessprache
Bereits als junger Priester in Alabama trat er für die Durchführung der Gottesdienste in der jeweiligen Nationalsprache ein. Er übersetzte die Evangelien, das Messbuch und die byzantinische Liturgie in die englische Sprache. Er fand in Bischof Fulton John Sheen von Rochester einen großen Befürworter, der als medienwirksamer katholischer Bischof im amerikanischen Fernsehen eine katholische Messe auf Englisch zelebrierte. Erzbischof Toolen verbot im Dezember 1959 die Verwendung der englischen Sprache in seiner Diözese und untersagte auch Raya die Anwendung der englischen Sprache im byzantinischen Ritus. Papst Johannes XXIII. entschied 1960, dass in der byzantinischen Liturgie die englische Sprache benutzt werden durfte. Ebenfalls durch die Intervention des Patriarchen Maximos IV. Sayegh und infolge der Konzilsbeschlüsse, konnte dieser Streit beigelegt werden. Patriarch Maximos IV. ernannte ihn zum Großarchimandrit von Jerusalem und berief ihn in die melkitische Delegation für das Zweite Vatikanische Konzil. Das Konzil beschloss später die mögliche Verwendung der Landessprachen in der Liturgie.

## Bischof von Akka
Am 9. September 1968 erfolgte die Ernennung zum Erzbischof von Akka, Haifa, Nazareth und ganz Galiläa. Die Bischofsweihe nahm der Patriarch von Antiochien Erzbischof Maximos V. Hakim vor, als Mitkonsekratoren wirkten Erzbischof Paul Achkar von Latakia und Bischof der ruthenischen Kirche Stephan John Kocisko von Pittsburgh (USA) mit. Unmittelbar nach seiner Amtsübernahme schritt er 1969 in den vordersten Reihe einer friedlichen und gewaltfreien Demonstration mit. Tausende arabische Israelis und Juden erinnerten an die 1948 entvölkerten und zerstörten Ortschaften Bar’am und Ikrit. Als melkitischer Bischof forderte er Gerechtigkeit und friedliche Verhandlungen zwischen den Bürgern Palästinas und Israels. 1972 ordnete er an, aus Protest und zur Erinnerung an die beiden Ortschaften, an einem Sonntag alle Kirchen zu schließen, um damit die Trauer zu unterstreichen. Mit diesen Aktionen gewann Raya eine große Anhängerschaft und wurde somit gleichzeitig zu einer politischen und religiösen Reizfigur. Mit seinen Forderungen die beiden vernichteten Ortschaften wieder aufzubauen und zu besiedeln stellte er sich nicht nur gegen die Synode der melkitischen griechisch-katholischen Kirche, sondern erhielt auch Gegenwehr aus Rom. Mit seiner letzten Aktion, kirchliche Ländereien an arme muslimische Bauern zu verkaufen wurde der Gegendruck immer stärker. Schließlich führte der massive Druck von der eigenen Kirche, dem Heiligen Stuhl und der israelischen Regierung zu seinem Rücktritt. Sein Nachfolger wurde Erzbischof Maximos Salloum.
Er wurde noch einmal aktiv und war von 1987 bis 1989 Apostolischer Administrator von Banyas, die Erzeparchie wurde im Nebenamt von Habib Bacha, dem Erzbischof von Beirut und Jbeil geleitet. Er war Mitkonsekrator der Erzbischöfe Boulos Nassif Borkhoche SMSP von Bosra und Hauran in Syrien, Cyrille Salim Bustros SMSP von Baalbek im Libanon und 1989 Antoine Hayek BC von Banyas.

## Nach dem Rücktritt
Er trat am 21. August 1974 unter gleichzeitiger Ernennung zum Titularerzbischof von Scythopolis von seinem Amt zurück und war bis zu seinem Tod am 10. Juni 2005 Alterzbischof von Akka. Selbst der damaligen israelischen Ministerpräsidentin Golda Meir gelang es nicht, ihn von seinem Rücktritt abzuhalten. In seinem letzten Hirtenbrief unterstrich er nochmals seinen Wunsch des friedlichen Zusammenlebens zwischen Arabern, Juden, Christen und Muslimen und forderte weiterhin einen interreligiösen Dialog. Er verließ den Nahen Osten und übersiedelte 1975 nach Kanada. Seine neue seelsorgerische Arbeit setzte er im Madonna House in Combermere fort. Von 1987 bis 1989 war er in Beirut und Banyas tätig, 1991 kehrte er nach Kanada zurück. Raya starb am 10. Juni 2005 im St. Francis Memorial Hospital in Barry’s Bay.

## Werke
Raya verfasste mehrere Bücher, darunter Gesangbücher, theologische Werke und Monografien zur Kirchengeschichte. Die meisten seiner Veröffentlichungen wurden in Englisch geschrieben.